# Beta Pictoris b
Beta Pictoris b (en abrégé β Pic b) est une planète extrasolaire (exoplanète) confirmée, en orbite autour de Beta Pictoris (β Pic), une étoile blanche (type spectral A5) de la séquence principale (classe de luminosité V) située à une distance d'environ 63 années-lumière (19,28 ± 0,19 parsecs) de la Terre, dans la constellation australe du Peintre. Sa masse est comprise entre 9 et 13 masses joviennes et son rayon est 65% plus grand que celui de Jupiter. Elle orbite à 8-9 unités astronomiques de Beta Pictoris (proche du plan du disque de débris entourant l'étoile) avec une faible excentricité et une période de 17 à 21 ans.
C'est l'une des deux planètes actuellement connues du système Beta Pictoris, l'autre étant Beta Pictoris c (en) dont l'annonce de la découverte a été faite le 19 août 2019,.

## Découverte
La planète a été découverte le 18 novembre 2008 par Anne-Marie Lagrange, directrice de recherche au CNRS et membre du Laboratoire d'astrophysique de Grenoble, et son équipe, avec le système d'optique adaptative NACO du Very Large Telescope, dans le désert d'Atacama au Chili. Sa découverte a été faite par imagerie directe. Sur l'image prise en 2003, une source faible a été détectée dans le disque de débris de l'étoile, mais l'équipe de recherche ne pouvait pas exclure la piste d'une étoile lointaine brillant à l'arrière-plan. Au début de 2009, la source avait disparu, puis, sur une nouvelle image de la fin de 2009, elle se situait de l'autre côté du disque, confirmant l'existence d'une planète orbitant autour de l'étoile.

## Caractéristiques

### Période de rotation
En 2014, la période de rotation de Beta Pictoris b a été calculée via l'élargissement, de l'ordre de 25 kilomètres par seconde, de la raie d'absorption de l'infrarouge par le monoxyde de carbone. Ceci en fait la première exoplanète dont la période de rotation a été mesurée. La vitesse de rotation, estimée à 100 000 kilomètres par heure à l'équateur, semble suivre la tendance selon laquelle les planètes plus massives ont une vitesse de rotation plus importante. Avec une période de 8,1 heures, c'est la planète avec la rotation la plus rapide connue,,.

### Orbite
Le décalage spectral de la raie ayant servi à cette estimation a aussi permis de déterminer que la planète a certainement une orbite peu excentrique, car la vitesse mesurée de la planète correspond a peu de choses près à celle qu'elle aurait, à cette distance de son étoile, si elle avait une orbite circulaire.

#### Un transit en 1981?
En 1981, β Pictoris a montré des variations photométriques fortes et rapides qui ont été attribuées au transit d'une comète ou une planète géante en orbite à plusieurs unités astronomiques de l'étoile. L'objet β Pictoris b, candidat planétaire identifié par l'imagerie dans le disque circumstellaire de β Pictoris et observé à une distance projetée de 8 unités astronomiques de l'étoile centrale, est donc un candidat plausible pour l'événement photométrique observé en 1981. La coïncidence entre la position observée de la planète en novembre 2003 et la position calculée en supposant que le transit de 1981 est dû à une planète en orbite à 8 unités astronomiques va en ce sens. En supposant que la planète qui est détectée sur l'image est la même que l'objet en transit en novembre 1981, Alain Lecavelier des Étangs et Alfred Vidal-Madjar ont estimé les gammes de distances possibles et de périodes orbitales. Dans le scénario privilégié, la planète orbite à environ 8 unités astronomiques et a été vue à proximité de sa position en quadrature sur les images de 2003. Dans ce cas, la plupart des incertitudes sont liées aux barres d'erreur sur la position en 2003. Le demi-grand axe est alors estimé à entre 7,6 à 8,7 unités astronomiques et la période orbitale contrainte dans l'intervalle de 15,9 à 19,5 ans. Selon ces estimations, la planète s'est retrouvée en quadrature dans la branche sud-ouest du disque entre 2011 et 2015 (info à mettre à jour).

#### Transit de 2017-2018
β Pictoris b aurait une probabilité de 4 % de transiter devant son étoile courant 2017. Le transit se produirait entre septembre et décembre 2017 (intervalle de confiance à 68 %). Selon une nouvelle étude publiée en août 2015, la probabilité de transit ne serait plus que de 0,06 %. Selon cette même étude, la planète sera au plus près de l'étoile (dans le plan du ciel) entre le 20 novembre 2017 et le 4 avril 2018 (intervalle de confiance à 68 %). La mission de PicSat, nano-satellite français, conçu afin d'observer ce transit de β Pictoris b, se solde par un échec en mars 2018.

### Articles scientifiques
: document utilisé comme source pour la rédaction de cet article.
- (en) Ron Cowen et al., « First exoplanet seen spinning », Nature,‎ 30 avril 2014 (DOI 10.1038/nature.2014.15132).

- [Lecavelier des Étangs et Vidal-Madjar 2009] (en) Alain Lecavelier des Étangs et Alfred Vidal-Madjar, « Is Beta Pic b the transiting planet of November 1981? » [« Beta Pic b est-elle la planète du transit de novembre 1981 ? »], ArXiv,‎ 5 mars 2009.
- [Macintosh et al. 2014] Bruce Macintosh et al., « The Gemini Planet Imager: First Light », arXiv,‎ 28 mars 2014 (lire en ligne).

- [Millar-Blanchaer et al. 2015] Maxwell A. Millar-Blanchaer et al., « β Pictoris' inner disk in polarized light and new orbital parameters for β Pictoris b », arXiv,‎ 19 août 2015 (lire en ligne).

- [Snellen et al. 2014] (en) Ignas A. G. Snellen, Bernhard R. Brandl, Remco J. de Kok, Matteo Brogi, Jayne Birkby et Henriette Schwarz, « Fast spin of the young extrasolar planet β Pictoris b », Nature, vol. 509,‎ 1er mai 2014, p. 63–65.
- [Snellen et Brown 2018] (en) Ignas Snellen et Anthony Brown, « The mass of the young planet Beta Pictoris b through the astrometric motion of its host star », Nature Astronomy,‎ 20 août 2018 (arXiv 1808.06257, lire en ligne).